# Bro socken, Värmland
Bro socken i Värmland ingick i Näs härad, ingår sedan 1971 i Säffle kommun och motsvarar från 2016 Bro distrikt.
Socknens areal är 99,76 kvadratkilometer varav 99,45 land. År 2000 fanns här 1 039 invånare. Tätorten Värmlandsbro samt sockenkyrkan Bro kyrka ligger i socknen.   

## Administrativ historik
Socknen har medeltida ursprung.
Vid kommunreformen 1862 övergick socknens ansvar för de kyrkliga frågorna till Bro församling och för de borgerliga frågorna bildades Bro landskommun. Landskommunen uppgick 1952 i Värmlandsnäs landskommun som 1971 uppgick i Säffle kommun.
1 januari 2016 inrättades distriktet Bro, med samma omfattning som församlingen hade 1999/2000.  
Socknen har tillhört län, fögderier, tingslag och domsagor enligt vad som beskrivs i artikeln Näs härad. De indelta soldaterna tillhörde Värmlands regemente och Näs kompani.

## Geografi
Bro socken ligger på nordöstra delen av Värmlandsnäs med Vänern i öster. Socknen är en kuperad skogsbygd med inslag av odlingsbygd, mer flack i söder.
Socknen genomkorsas av Europaväg 45 samt av järnvägslinjen Göteborg C–Mellerud–Kil. Järnvägsstationen Värmlands Bro öppnades den 1 december 1879. Den lades ned den 12 maj 1968, men återöppnades den 8 januari 2006. Den lades ned igen i december 2014.
Egendomar är Mässvik, Mellbyn, Brosäter, Hammar, Västbro och Remmene gård.

## Fornlämningar
Från bronsåldern finns spridda gravrösen. Från järnåldern finns fem mindre gravfält, en storhög samt fyra fornborgar.

## Namnet
Namnet skrevs 1367 Bro och kommer från den gamla kyrkbyn och avsåg äldst en bro över ån Slöan.

## Befolkningsutveckling
| Befolkningsutvecklingen i Bro socken, Värmland 1750–1990                                                 | Befolkningsutvecklingen i Bro socken, Värmland 1750–1990 | Befolkningsutvecklingen i Bro socken, Värmland 1750–1990 | Befolkningsutvecklingen i Bro socken, Värmland 1750–1990 | Befolkningsutvecklingen i Bro socken, Värmland 1750–1990 |
| --- | -------------------------------------------------------- | -------------------------------------------------------- | -------------------------------------------------------- | -------------------------------------------------------- |
| |                                                          |                                                          |                                                          |                                                          |
| År |                                                          |                                                          | Folkmängd                                                |                                                          |
| 1750 | 1750                                                     |                                                          | 978                                                      |                                                          |
| 1760 | 1760                                                     |                                                          | 1 037                                                    |                                                          |
| 1769 | 1769                                                     |                                                          | 1 066                                                    |                                                          |
| 1780 | 1780                                                     |                                                          | 1 111                                                    |                                                          |
| 1790 | 1790                                                     |                                                          | 1 050                                                    |                                                          |
| 1800 | 1800                                                     |                                                          | 1 186                                                    |                                                          |
| 1810 | 1810                                                     |                                                          | 1 270                                                    |                                                          |
| 1820 | 1820                                                     |                                                          | 1 268                                                    |                                                          |
| 1830 | 1830                                                     |                                                          | 1 464                                                    |                                                          |
| 1840 | 1840                                                     |                                                          | 1 544                                                    |                                                          |
| 1850 | 1850                                                     |                                                          | 1 774                                                    |                                                          |
| 1860 | 1860                                                     |                                                          | 1 955                                                    |                                                          |
| 1870 | 1870                                                     |                                                          | 1 964                                                    |                                                          |
| 1880 | 1880                                                     |                                                          | 1 819                                                    |                                                          |
| 1890 | 1890                                                     |                                                          | 1 571                                                    |                                                          |
| 1900 | 1900                                                     |                                                          | 1 295                                                    |                                                          |
| 1910 | 1910                                                     |                                                          | 1 301                                                    |                                                          |
| 1920 | 1920                                                     |                                                          | 1 257                                                    |                                                          |
| 1930 | 1930                                                     |                                                          | 1 162                                                    |                                                          |
| 1940 | 1940                                                     |                                                          | 1 013                                                    |                                                          |
| 1950 | 1950                                                     |                                                          | 907                                                      |                                                          |
| 1960 | 1960                                                     |                                                          | 949                                                      |                                                          |
| 1970 | 1970                                                     |                                                          | 1 012                                                    |                                                          |
| 1980 | 1980                                                     |                                                          | 1 187                                                    |                                                          |
| 1990 | 1990                                                     |                                                          | 1 082                                                    |                                                          |
| Anm: Källor: Umeå universitet - Tabellverket 1749-1859, Demografiska databasen, CEDAR, Umeå universitet. |                                                          |                                                          |                                                          |                                                          |